# 괴셰넨
괴셰넨(독일어: Göschenen, 이탈리아어: Casinotta, 로만슈어: Caschanuttais)은 스위스 우리주의 마을이자 자치체이다. 괴셰넨은 고트하르트 터널의 북쪽 끝에 자리 잡고 있다. 1875년에 발발한 괴셰넨 폭동에서 터널 건설 현장에서 더 나은 작업 조건과 임금을 요구하는 이탈리아 광부에게 우리주의 군대가 발포하기도 했다.

## 지명
괴셰넨은 1280년에 Gesschenden으로 처음 언급되었다. 이름은 라틴어 capsum "축사, 또는 울타리"에서 유래한 로만슈어 *cascina (현대식 caschigna) "산장"에서 유래 했지만, 치즈를 뜻하는 단어 cascio의 영향을 받았다. 첫 번째 음절의 e는 게르만어 i-움라우트에 기인하며, 현대 철자법에서 ö로 변경된 것은 우리주 방언의 음운론에 기반한 과교정이다.

## 지리

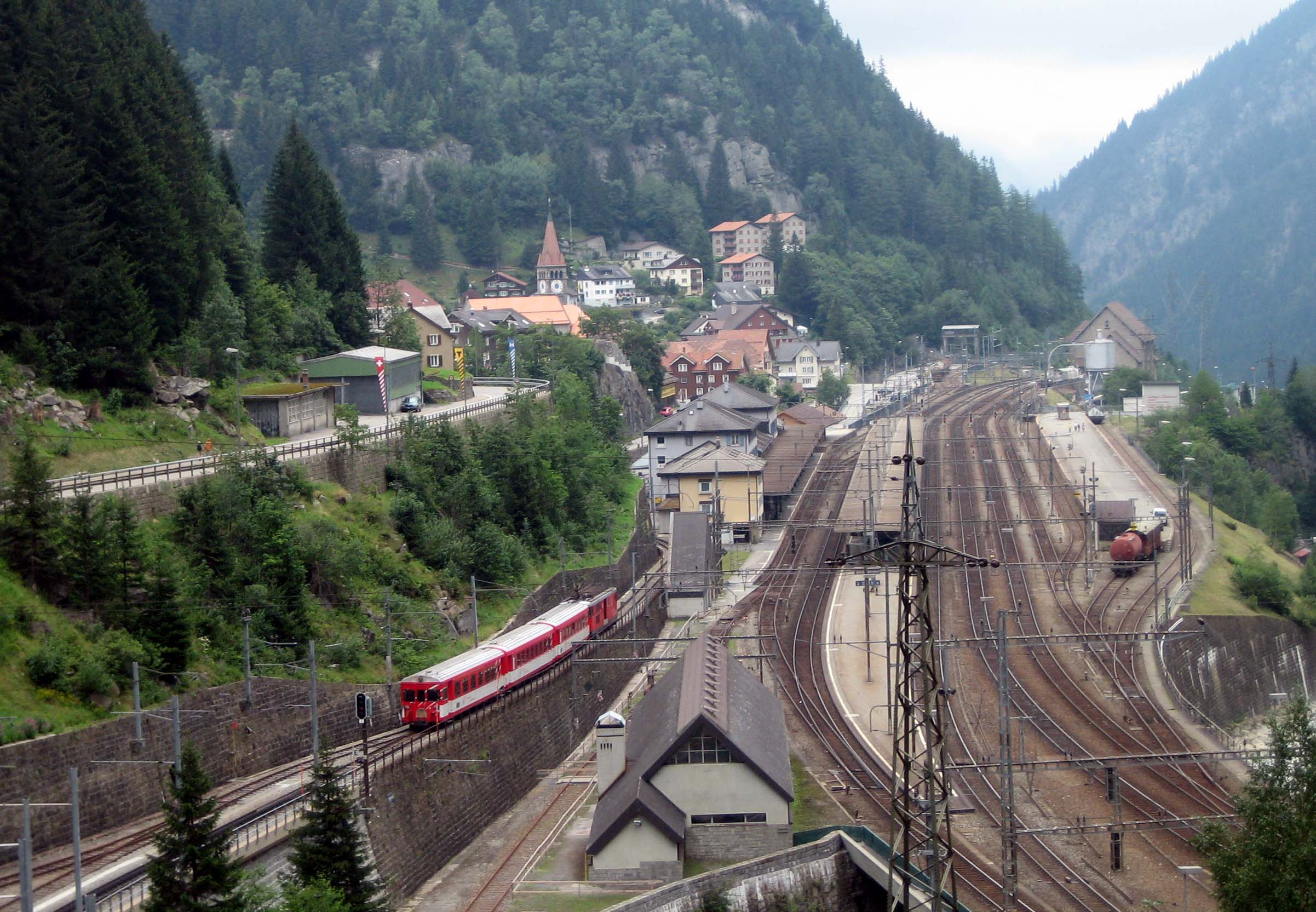
괴셰넨역과 오른쪽 위로 고트하르트 터널 입구

괴셰넨의 면적은 2006년 기준으로 104.1k㎡이다. 이 면적 중 7.3%는 농업용으로 사용되고 11.4%는 산림이다. 나머지 토지 중 0.9%는 정착지(건물 또는 도로)이고 나머지(80.4%)는 불모지(강, 빙하 또는 산)이다. 1993/97년 토지 조사에서, 전체 토지 면적의 5.1%는 숲이 우거져 있고, 5.5%는 작은 나무와 관목으로 덮여 있다. 농경지 중 0.0%는 농경지나 목초지에, 0.7%는 과수원이나 포도나무에, 6.6%는 고산 목초지에 사용된다. 정착지 중 0.1%는 건물로, 0.3%는 특별 개발로, 0.5%는 교통 기반 시설로 분류된다. 비생산적인 지역 중 1.3%는 비생산적인 고인 물(연못 또는 호수), 0.9%는 비생산적인 흐르는 물(강), 62.8%는 초목이 자라기에 너무 바위가 많고, 15.4%는 기타 불모지이다.

괴셰넨과 괴셰넨역은 고트하르트 도로 터널과 고트하르트 철도 터널의 북쪽 끝에 있다. 마을은 로이스강 위의 다리 주변에서 성장했다. 안데르마트와 괴셰넨 사이의 로이스강 계곡에 있는 쉘레넨 협곡은 악명 높은 악마의 다리가 있는 곳이다. 매우 짧은 1,000mm 미터궤 철도 노선인 쉘레넨 철도는 쉘레넨 협곡을 통과해 괴셰넨역과 안데르마트역으로 진입한다.
1875년까지 괴셰넨은 바센(Wassen)의 일부였다. 바센은 괴셰넨 마을과 압프루트(Abfrutt) 및 괴셰넨알프(Göscheneralp)의 작은 마을로 구성되어 있었다.

## 인구통계

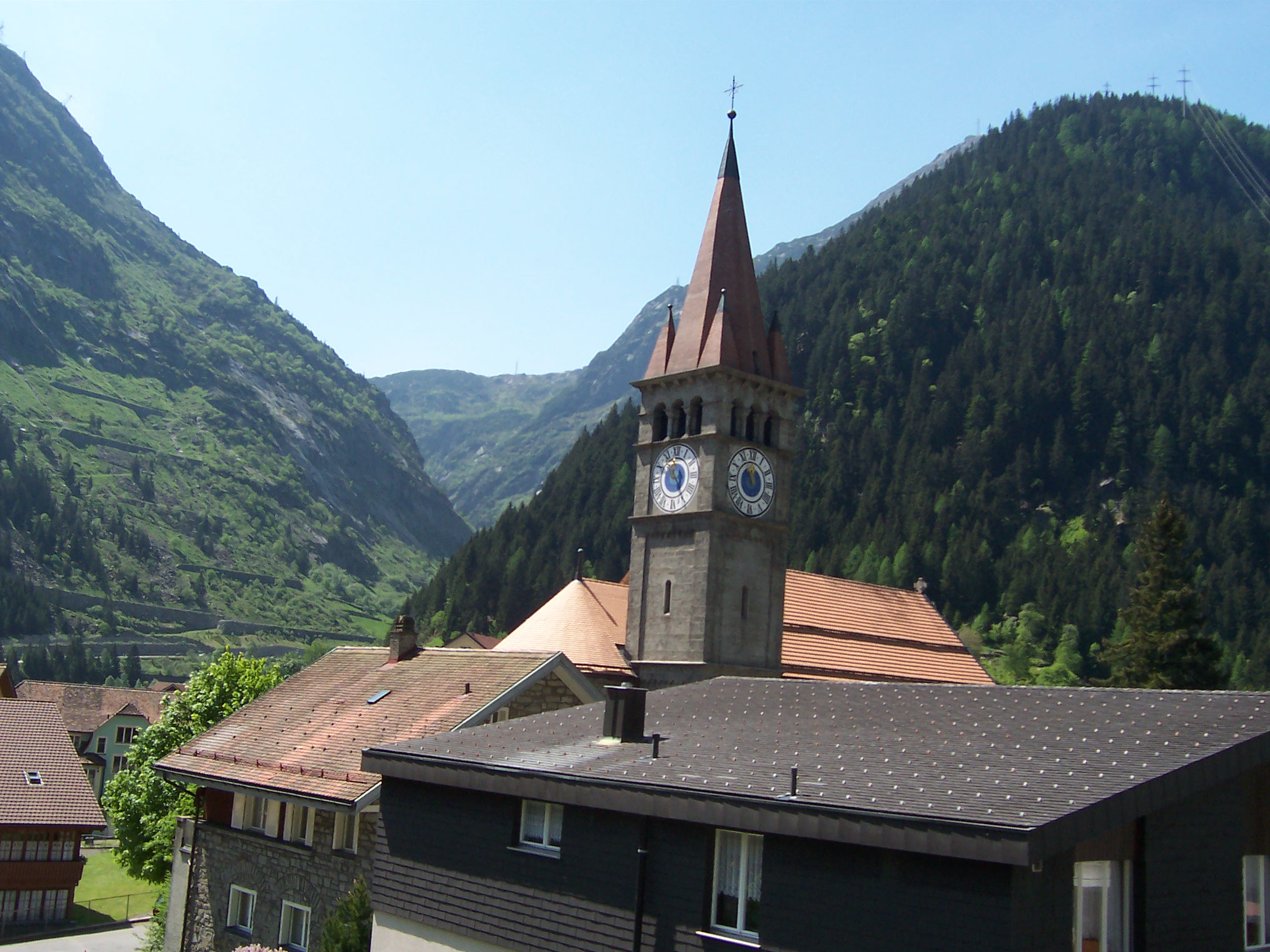
괴셰넨 교회

괴셰넨의 인구(2020년 12월 31일 기준)는 428명이다. 2007년 기준, 인구의 4.2%가 외국인으로 구성되어 있다. 지난 10년 동안 인구는 -26.9%의 비율로 감소했다. 인구의 대부분(2000년 기준)은 독일어(94.9%)를 사용하며, 포르투갈어가 두 번째로 많이 사용(2.0%)하고, 스페인어가 세 번째(1.2%)이다. 2007년 기준으로 인구의 성별 분포는 남성 49.3%, 여성 50.7%였다.
2007년 연방 선거에서 FDP 정당은 90.4%의 득표율을 얻었다.
전체 스위스 인구는 일반적으로 교육 수준이 높다. 괴셰넨에서는 인구의 약 58.4%(25-64세)가 비필수 고등교육 또는 추가 고등교육(대학 또는 응용학문대학)을 완료했다.
괴셰넨의 실업률은 0.81%이다. 2005년 기준으로 1차 경제 부문에 34명이 고용되어 있고, 이 부문에 약 10개 기업이 관여하고 있다. 75명이 2차 부문에 고용되어 있고, 이 부문에 4개의 기업이 있다. 96명이 3차 부문에 고용되어 있으며 이 부문에는 17개의 기업이 있다.
역사적 인구는 다음 표에 나와 있다.
| 년도 | 인구   |
| ---- | ------ |
| 1837 | 344    |
| 1850 | 348    |
| 1880 | 2,992a |
| 1900 | 773    |
| 1920 | 974    |
| 1950 | 698    |
| 1960 | 1,284  |
| 1970 | 888    |
| 2000 | 511    |
| 2005 | 473    |
| 2007 | 450    |
| 2010 | 410    |

^a  고트하르트 철도 터널 건설로 기인한 인구 증가.

## 기후
괴셰넨의 연간 강우량은 평균 151.4일이며 평균 강수량은 1,424mm이다. 가장 습한 달은 4월로 괴셰넨의 평균 강수량은 139mm이다. 이달의 평균 강수일은 14.2일이다. 강수량이 가장 많은 달은 5월로 평균 15.3일이지만 강수량은 139mm에 불과하다. 일년 중 가장 건조한 달은 9월이며 14.2일 동안 평균 강수량이 102mm이다.